# 陳憲植
陳 憲植（チン・ホンシク、朝鮮語: 진헌식、1902年2月9日 - 1980年9月19日）は、日本統治時代の朝鮮および大韓民国の教員、実業家、政治家。制憲韓国国会議員、第2代忠清南道知事、第10代内務部長官を歴任した。本貫は驪陽陳氏。

## 経歴
忠清南道燕岐郡（現・世宗特別自治市）出身。養正高等普通学校を経て、1929年中央大学法学部卒。同年から普成専門学校講師・法科教授、1933年から養正高等普通学校教諭、朝鮮鉱業株式会社常務取締役、東林機械株式会社取締役、大韓民国臨時政府内務部政治工作隊秘書長、大韓独立促成国民会中央本部調査部長・文教部長・情報部長・青年部長・組織部長・総務部長、亜洲土建株式会社・東成商業株式会社顧問、韓国民族外交後援会外交部長、京畿道成人教育協会理事、財団法人国民大学理事、韓国民族代表者大会ソウル市代議員、制憲国会議員、第2代忠清南道知事（1951年12月17日～1952年8月29日）、第10代内務部長官（1952年8月29日～1953年9月19日）、養友実業倶楽部理事長、忠南大学校総長、東一工業会長、制憲同志会副会長を務めた。
1980年9月19日、ソウル市龍山区の自宅で老衰により死去。享年81。